# Pseudocoremia berylia
Pseudocoremia berylia là một loài bướm đêm trong họ Geometridae.